# Diều trắng
Diều trắng hay diều cánh đen, tên khoa học Elanus caeruleus, là một loài chim trong họ Accipitridae.
Diều cánh đen là một loài chủ yếu ở vùng đất mở và bán hoang mạc ở châu Phi cận Sahara và châu Á nhiệt đới, nhưng chúng không di cư trong Châu Âu ở Tây Ban Nha và Bồ Đào Nha. Phạm vi loài dường như đang mở rộng ở miền nam châu Âu và có thể ở Tây Á. Những ghi chép đầu tiên về việc loài này sinh sản ở châu Âu là vào những năm 1860 và kể từ đó chúng trở nên phổ biến hơn và dân số ngày càng tăng. Người ta cho rằng những thay đổi sử dụng đất, đặc biệt là nông nghiệp và đồng cỏ đã giúp loài này. 

## Hình ảnh

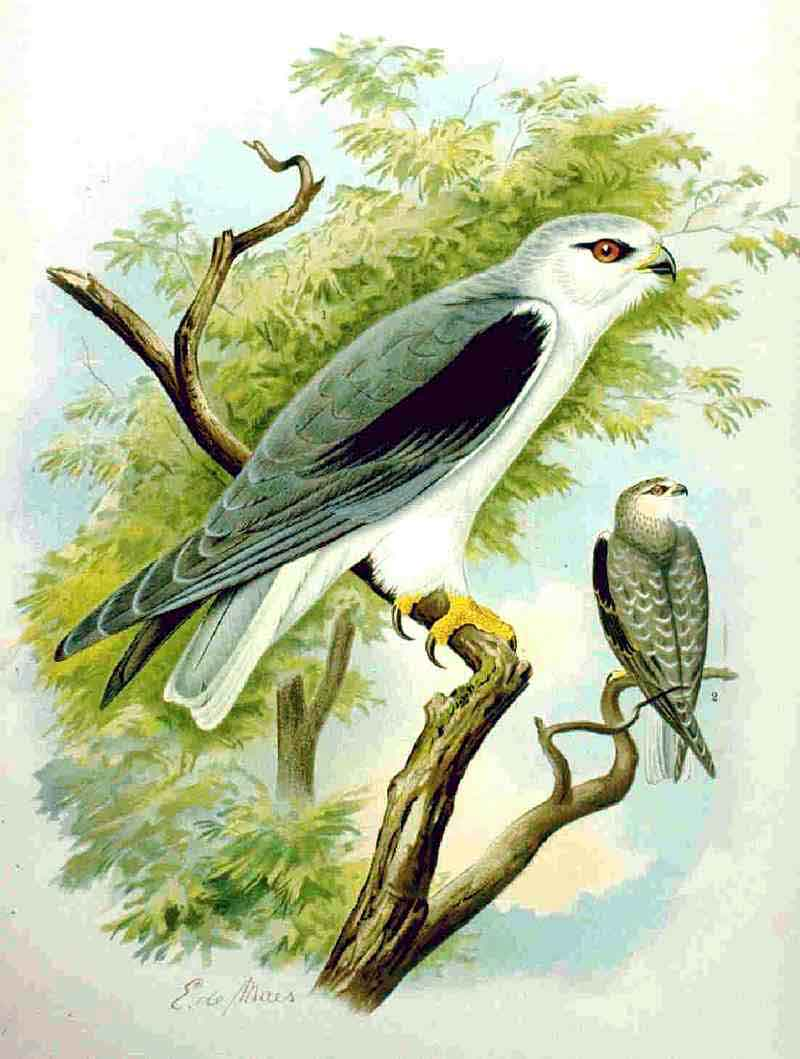
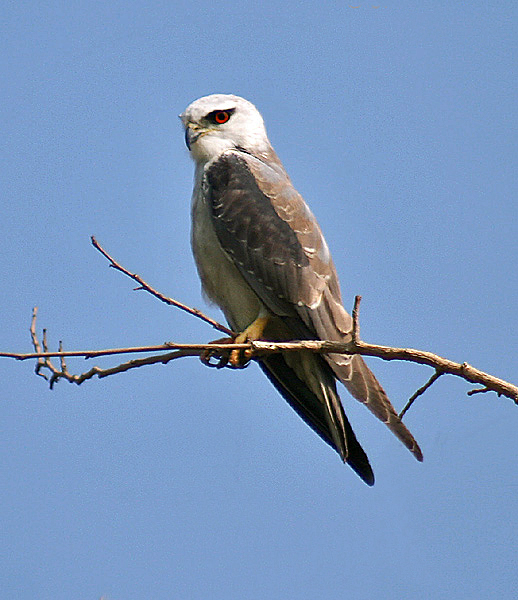
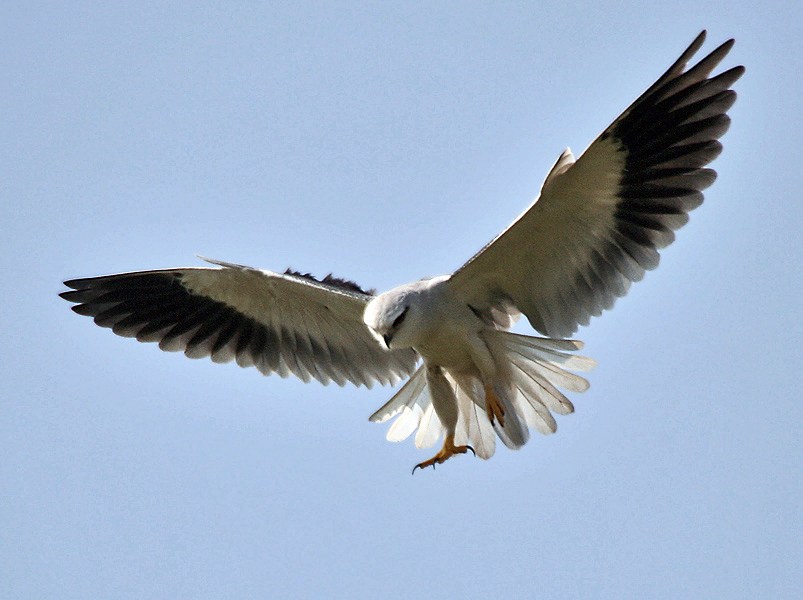
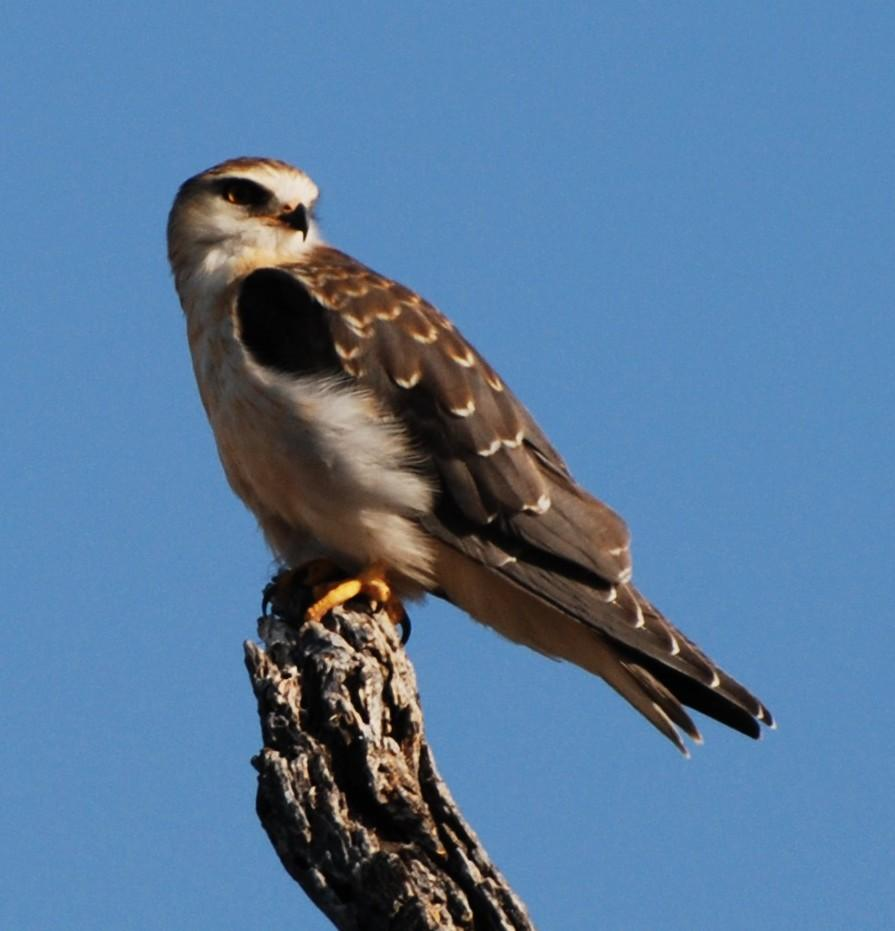
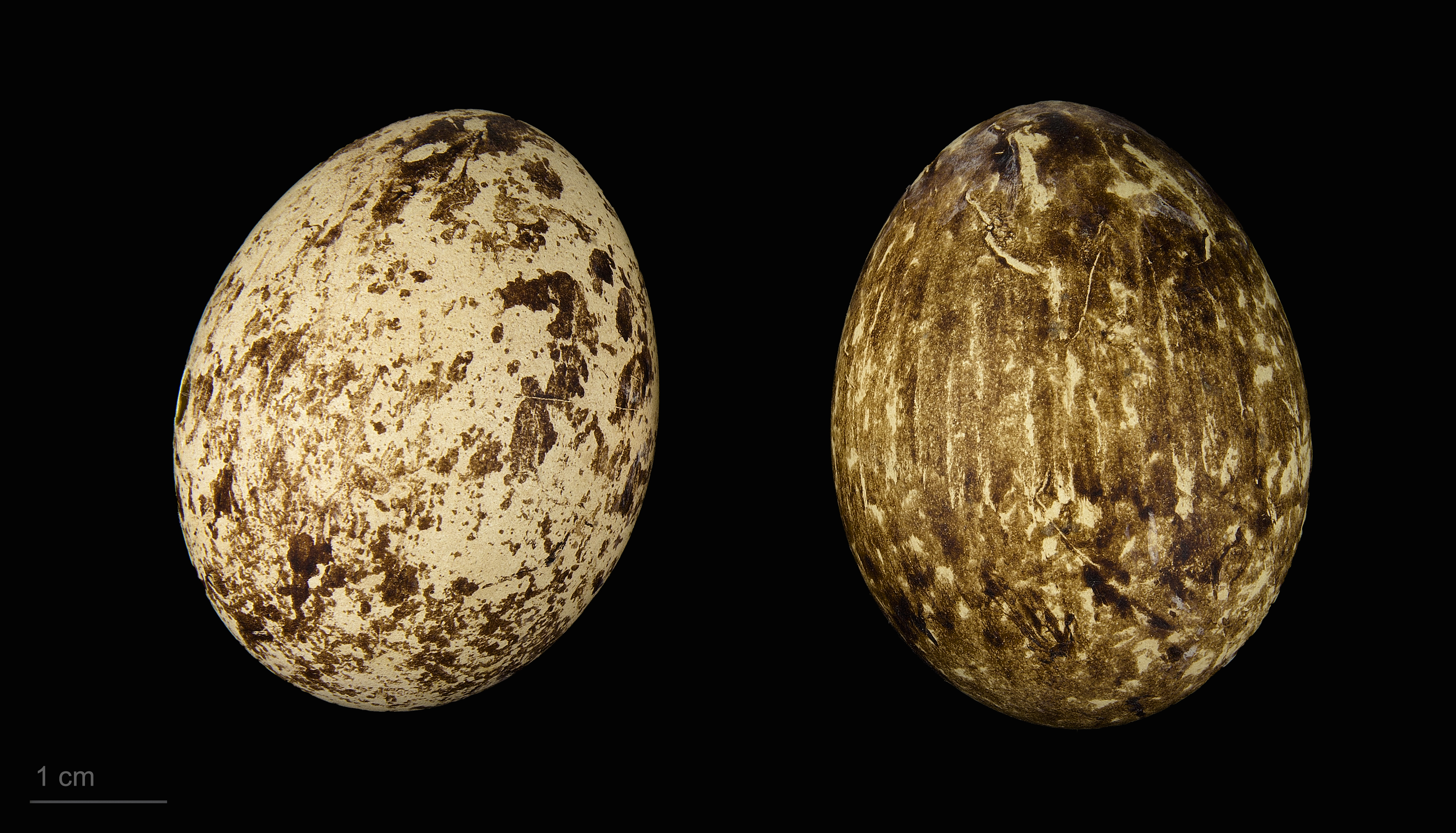
Museum specimen